# Christophe Clement

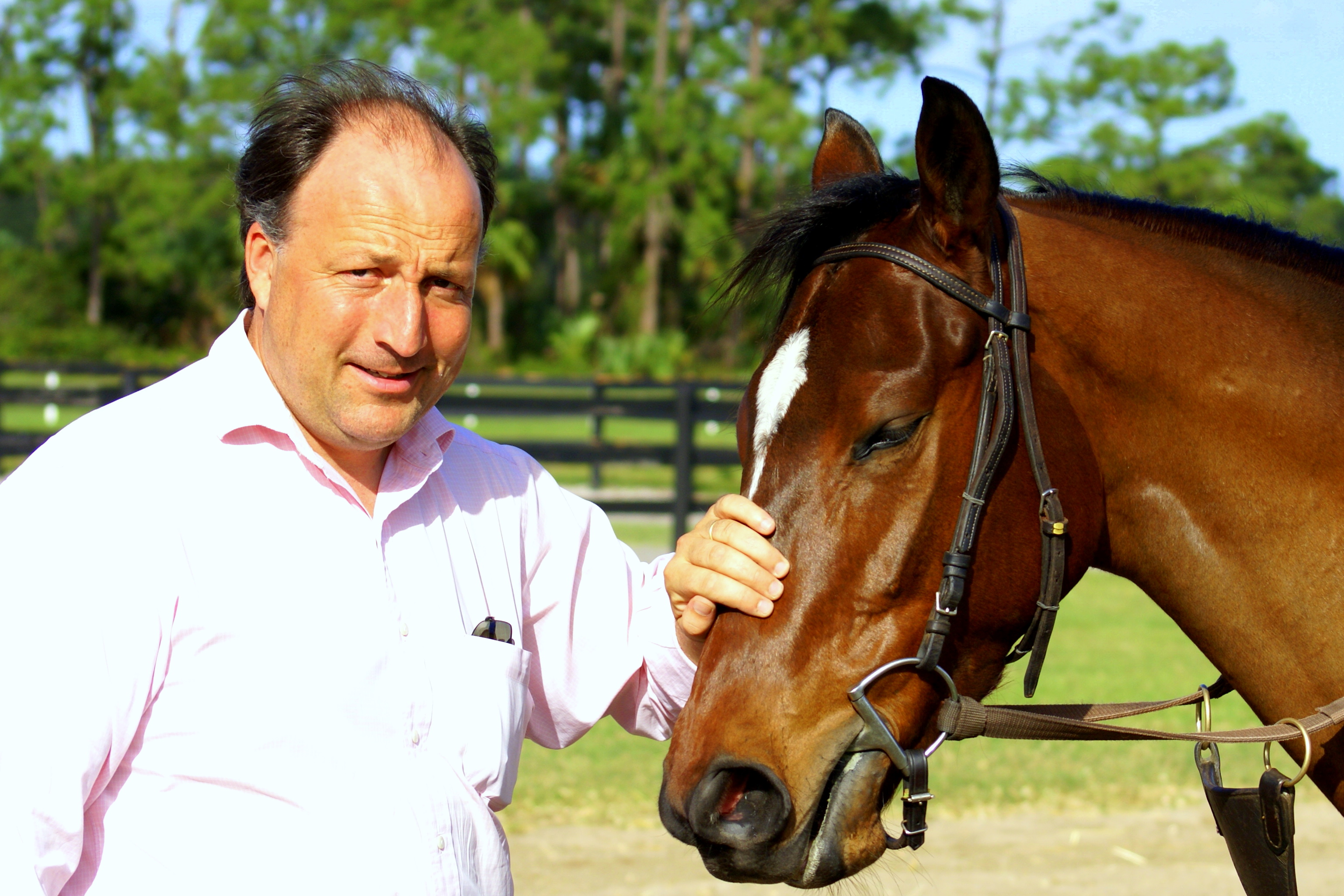
Christophe Clement en Payson Park, Indiantown, Florida, Estados Unidos.

Christophe Clement (París, 1 de noviembre de 1965-25 de mayo de 2025)
fue un entrenador de caballos de carrera francés, instalado en los Estados Unidos.

## Biografía
Nacido en Francia el 1 de noviembre de 1965, Christophe Clément reside en Florida con su esposa Valérie y sus dos hijos Miguel y Charlotte. Sus centros de entrenamiento están situados en Payson Park, Indiantown, Florida al igual que en Belmont Park, en Saratoga Springs, en New York, en Kentucky y en California.
Figura cada año entre los mejores entrenadores de caballos de carrera de los Estados Unidos según las estadísticas publicadas por la Nacional Thoroughbred Racing Association con 55 millones de dólares de ganancias y 232 victorias entre 1991 y 2007. Ha entrenado a los campeones Forbidden Apple y Revved-Up y también a Flagdown, Trampoli, Danish, Blu-Tusmani, Meridiana, Coretta, Dedication, Dynever, Forbidden Apple, England's Legend, Royal Highness, Naissance Royale, Meribel, Rutherienne, Vacare, In Summation, entre otros. 
Entre los propietarios franceses que le confían sus caballos, hay que nombrar a Haras du Mezeray, Édouard de Rothschild, le Haras des Monceaux, Alec Head, igual que numerosos propietarios extranjeros como Su Majestad, la Reina de Inglaterra, Elizabeth II.
Christophe Clément es hijo de Miguel Clément, un entrenador francés muerto en 1978 y el hermano de Nicolas Clement, instalado en Chantilly y que ha ganado el Prix de l'Arc de Triomphe. 
Después de estudiar Económicas en Assas, Christophe Clément trabajó primero en los Estados Unidos para Taylor Made Farm y Shug McGauhey, después en Inglaterra como asistente de Luca Cumani antes de instalarse como entrenador de caballos en los Estados Unidos.

## Victorias principales

### Estados Unidos

#### Grupo I
- Belmont Stakes - Tonalist (2014)
- Jockey Club Gold Cup - Tonalist (2014)Tonalist (2015)
- Cigar Mile - Tonalist (2015)
- Queen Elizabeth II Challenge Cup Stake- Gr I - Danish (1994)
- Sword dancer Invitational H. GR I - Honor Glide (1999, Winchester (2011)
- Manhattan H. GR I -(3)-  Forbidden Apple (2001), Gio Ponti (2009), Winchester (2010)
- Garden city Breeders'Cup H. GR I -Voodoo Dancer (2001), Miss World (2009)
- Beverly D. GR I - (2) - England's Legend (2001), Royal Highness (2007), Mauralakana (2008)
- Diana H. GR I  - (3)- Voodoo Dancer (2003),Rumpipumpy GR II(1997), Hard Not To Like (2015)
- Bing Crosby H. GR I - In Summation (2007)
- Del mar Oaks GR I - Rutherienne (2007), Discreet Marq (2013)
- Frank Kilroe Mile H. GR I - Gio Ponti (2009)
- Man O'War - Gio Ponti (2009), Gio Ponti (2010)
- Coaching Club American Oaks - Funny Moon (2009)
- Arlington Million - Gio Ponti
- Shadwell Mile - Gio Ponti (2010), Gio Ponti (2011)
- Turf Classic - Winchester (2010)

#### Grupo II
- La Prevoyante H. GR II - (3) - Sardaniya (1992),Coretta (1998),Coretta (1999)
- Peter Pan - Tonalist (2014)
- Fort Lauderdale - Summer Front (2014)
- Gulfstream Breeders'Cup - (2) - Passagere du Soir(1992), Misil (1995)
- Long Island H. GR II - (2) - Trampoli (1993),Coretta (1998)
- Withers GR II - (3) - Blutusmani (1995),Statesmanship (1997, Fast decision (2002)
- Bowling Green H. GR II - (2) - Flagdown (1996), Honor Glide (1999)
- Pan American GR II - Flagdown (1997)
- Orchid H. GR II - (6) -  Trampoli (1994), Coretta (1999),Lisieux rose (2003), Inuendo (2001), Julie Jalouse (2002), Meridiana(2004)
- Belmont Breeders'Cup H. GR II - (2) - With The Flow (1999),Forbidden Apple (2000)
- Knickerbocker GR II - (2) - Charge d'Affaires (1999), Charge d'Affaires (2000)
- Sheepshead H. GR II - (3) - Lisieux Rose (2000), Mariensky (2003), Mauralakana (2008)
- Kelso H.GR II - (2) - Forbidden Apple (2000),Forbidden Apple (2001)
- Citation H. GR II -  Charge d' Affaires(2000)
- New- York H. GR II - (2)England's Legend(2001), Mauralakana (2008)
- Palomar H. GR II - (2) Voodoo Dancer(2002), Vacare (2008)
- Beverly Hills GR II -  Voodoo Dancer(2003)
- Lake Placid H. GR II - (2) -  Spotlight(2004), Naissance Royale (2005),
- First Lady GR II -  Vacare(2007)
- Las Palmas H. GR II - Naissance Royale (2007)
- Palos Verdas H. GR II -In Summation(2008)
- Mc Knight GR II - Flag Down (1995)
- Red Smith GR II - Flag Down (1995)
- Jenny Wiley GR II- Rutherienne (2008)
- Virginia Derby GR II- Gio Ponti (2008)
- Dahlia H. GR II- Vacare (2008)
- Shuvee H. GR II- Funny Moon (2010)

### Canadá

#### Grupo I
- Summer Stakes - relaxed Gesture (2019)
- Canadian International GR I - relaxed Gesture (2005)

#### Grupo II
- Niagara Breeders's Cup - (2) - Honor Glide (2001), Revved Up (2005)
- Nassau S. GR II - (3) -  Siringas(2002), naissance Royale (2006), Rutherienne (2009)
- Canadian H. GR II -  Calista (2002)
- Nearctic H. GR II -  Steel Light(2005)

### Singapur
- CECF Singapore Cup -  Parranda 2015